# Паркань (Калараський район)
Паркань (рум. Parcani) — село у Калараському районі Молдови. Входить до складу комуни, адміністративним центром якої є село Речула.

## Населення
За даними перепису населення 2004 року у селі проживали 550 осіб.
Національний склад населення села:
| Національність   | Кількість осіб | Відсоток   |
| ---------------- | -------------- | ---------- |
| молдавани румуни | 541 1          | 98,4% 0,2% |
| українці         | 8              | 1,5%       |
| Всього           | 550            | 100%       |